# Gessertshausen
Gessertshausen är en kommun och ort i Landkreis Augsburg i Regierungsbezirk Schwaben i förbundslandet Bayern i Tyskland. 
Kommunen bildades 1 juli 1972 genom en sammanslagning av kommunerna Gessertshausen, Margertshausen och Wollishausen. Den 1 maj 1978 uppgick kommunerna Deubach und Döpshofen i kommunen.
Kommunen ingår i kommunalförbundet Gessertshausen tillsammans med kommunen Ustersbach.